# DUNE (アルバム)
『DUNE』(デューン) は、日本のロックバンド、L'Arc〜en〜Cielの1作目のスタジオ・アルバム。1993年4月10日にスペシャルジャケット盤、1993年4月27日に通常盤を発売。発売元はDanger Crue Records。

## 解説
L'Arc〜en〜Cielの初となるスタジオ・アルバム。
本作のスペシャルジャケット限定盤には、1992年10月1日に発売されたオムニバスアルバム『Gimmick』に提供した楽曲「VOICE」と、1992年11月25日に発表したインディーズシングル「Floods of tears」の2曲を再構築・再収録したバージョンを含めた9曲が収められている。また、通常盤には、ボーナストラックとして「失われた眺め」が追加収録されており、計10曲が収められている。なお、本作のマスタリングは、山下達郎やスピッツの作品のマスタリング作業に携わった中里正男（ONKIO HAUS）が担当している。

### 背景
L'Arc〜en〜Cielは1991年2月にtetsu（現・tetsuya）（Ba.）を中心に、hyde（Vo.）、hiro（Gt.）、pero（Dr.）の4名で結成されたロックバンドで、同年5月30日に大阪のライヴハウス、難波ロケッツでファーストライヴを開催し、本格的にバンドが始動した。なお、このファーストライヴはいわゆる対バン形式であったが、100人以上の動員を記録している。そして、同年9月27日に同所で初のワンマンライヴを行い、300人以上の観客を集めている。こうしてL'Arc〜en〜Cielは、結成して間もなくバンド活動が軌道に乗り始めることとなった。なお、L'Arc〜en〜Cielが結成当初から一定の人気を獲得できていたのは、hyde曰く、hiroが以前組んでいたバンドで名を知られていたことや、tetsuyaの考えたプロモーション・イメージ戦略によるところが大きいという。
その後、L'Arc〜en〜Cielは1992年からインディーズレーベル、Night Gallery Recordsと契約し、アルバムレコーディングを進めていくことになる。しかし、アルバムレコーディングの約1週間前に結成メンバーであるhiroが脱退を表明してしまう。そこで残りのメンバーは、tetsuyaの幼馴染で、昔tetsuyaとByston-Wellというバンドを組んでいた、当時名古屋工業大学で建築学を専攻していた大学生のkenに声をかけ、急遽ギタリストとして加入してもらい、レコーディングを行うことにした。そしてhiroは、同年6月12日に行われた難波ロケッツのライヴで正式に脱退することとなり、入れ替わりでkenが正式加入する運びとなった。こうしてアルバムレコーディングが進められたが、メンバーは完成した音源の出来栄えに納得がいかず、アルバムの発売中止を望むようになる。Night Gallery Records契約下でのアルバム制作を振り返り、後年hydeは2012年に発表した自叙伝で「kenが加入して、急遽レコーディングをしてアルバムを作ったんだけど、そのアルバムがすごく納得のいかない物になっちゃって。プロデューサーに従いながらも、おかしいな？って思いながら録音したんだけど、全然納得のいく物が出来なくて、それをtetsuyaがどうしてもイヤだって言って、リリースしなくてもいい方法を考えてもらったんだ」と綴っている。
ただ、アルバム発売中止を求めていたメンバーに対し、レーベルから「メンバーの意向に関わらず、所有している原盤権を行使しアルバムをリリースする」「発売を中止する場合、L'Arc〜en〜Cielがレコーディングに費やした制作費を全額支払うように」と回答があったという。このように交渉が難航していた背景もあり、レコーディング費用の一部を補填するため、1992年11月25日にインディーズシングル「Floods of tears／夜想花」がリリースされることになった。Night Gallery Recordsとの関係が上手くいかなかった背景について、tetsuyaは2022年に、自身がパーソナリティを務めるラジオ番組にて「同じ価値観、同じ理念を共有していない人とは、会話が成り立たないじゃないですか。共通言語がないから。それだけのことですね」「まあ、どうしてもビジネスなんで、レコーディングするのにはお金かかりますから。お金かけて作ったものを発売して回収しないといけないわけですから。かけた分を回収できないとなるとねぇ、お金出した人からすると、何とか回収したいと思うじゃないですか。だから僕たちが"それは不本意なんで出したくない"って言っても、"いやいや、じゃあお金払ってよ"って話にもなりますし。それだけのことですね。だから、そんな（レコード会社側が）"悪意をもって騙してやろう"っていうことではなかった」と語っている。
Night Gallery Recordsとの協議が難航していた頃、tetsuyaはL'Arc〜en〜Cielに興味を持っていたDanger Crue Recordsの代表の大石征裕（現：マーヴェリック・ディー・シー・グループ代表）との接触を図っていたという。そして、この問題をtetsuyaから聞いた大石は、知り合いでもあったNight Gallery Recordsの社長、森田文章（DENDO MARIONETTE）と交渉することにした。そして大石と森田の交渉の結果、「レコーディングにかかった経費をDanger Crue Recordsが負担することで、原盤権をDanger Crue Recordsに譲渡する」ことが決まった。その後、原盤権を手にした大石はL'Arc〜en〜Cielの意を汲み、シングル化が決まり事前予約も終わっていた「Floods of tears」と「夜想花」の2曲を除き、アルバムの音源をすべて廃棄することにしている。結果、Night Gallery Recordsとの契約下で制作されたアルバムは、現在に至るまでリリースされていない"幻のアルバム"となった。そしてインディーズシングル発売の後、L'Arc〜en〜CielはDanger Crue Recordsと改めて契約し、1993年1月28日から本作の制作に取り掛かることとなる。
ちなみにDanger Crue Recordsは、発売中止にしたアルバムの原盤権の他に、1992年10月発売のオムニバスアルバム『Gimmick』に収録された「VOICE」、そしてインディーズシングルの原盤と出版の権利も取得している。
また、本作のレコーディング直前の1992年12月30日には、結成メンバーのpero（Dr.）が脱退することになる。代わりに1993年1月16日付けで、DEAD ENDのローディーを務める他、様々なロックバンドやキャバレーの箱バンドでセッションドラマーとして音楽活動をしていたsakuraが新たに加入している。そのため本作は、L'Arc〜en〜Cielの記念すべき1stアルバムであると同時に、L'Arc〜en〜Cielにsakuraが正式加入してから発表した初の作品となっている。

### 録音作業と音楽性
『DUNE』の録音作業は、1993年1月28日から同年2月21日までの約1ヶ月の間実施されている。また、アルバムレコーディングが終了してから約2ヶ月半後となる1993年5月には、オムニバスアルバム『The Monster Of Shock Age』への提供曲「予感」の録音作業が実施されている。tetsuyaは2004年に受けたインタビューで本作の制作を振り返り「半分ぐらいの曲は、前の事務所のときに一回録ったことがあったんで。当時ドラマーはまだperoでしたけど、そういう曲についてはある程度カタチも見えてた」と述懐している。また、tetsuyaは同インタビューで、1993年当時のインディーズバンドとしては十分な時間と予算をかけてアルバム制作に取り掛かることができたと振り返っている。tetsuyaは同インタビューで「レコーディングにすごい時間をかけられたんですよ、当時のインディーズのバンドとしては。レコーディング・スタジオでアレンジ煮詰める時間が十分あったんで」「時間ていうか予算ですね。予算が許せば時間も許すんで（笑）」と述べている。余談だが、hyde、ken、tetsuyaの3人はこの当時、大阪を拠点にしていたため、本作のレコーディングに取り掛かるにあたり、東京・北品川のウィークリーマンションを借りたという。なお、3人はその後もマンションを転々としており、この当時、中野新橋や江古田、大塚にも住んでいたという。このタイミングで本格的な東京進出をしなかった理由について、tetsuyaは2006年に受けたインタビューで「まだ東京に出ることは考えてなかったです。あくまでもベースになるのは大阪。大阪で生まれたバンドやし。インディーズで1枚出したぐらいで、東京に行くのはどうかなっていうか、そんな考えも全くなかった。東京にきたのは（1993年）10月」と述べている。
なお、本作のレコーディングの前にはsakuraとのセッションが実施されており、これを経て同氏の新加入が決定したという。hydeは本作発売当時のインタビューで、このセッションを振り返り「上手いなぁ、と思いました。変わったドラムを叩く人だな、と。ヘンなことをしてるんだけど（笑）。キッチリした上でやっているという感じの人ですね。でも、最初は"コワイ人かなぁ"と思ったんですけど（笑）」と述べている。また、kenは同インタビューで「僕は、会ったその日からベラベラと話してて（笑）…話しやすい人だと思いました」と述懐している。ちなみに、sakuraに加入してもらおうと考えた決め手に関し、tetsuyaは「個性的なところに賭けどころを見た」と述べている。なお、sakuraはL'Arc〜en〜Cielの印象について「今までは、いろいろなバンドをかけもちしたりして楽しんでいたんで、一つのバンドでやっていくというのは気持ちの切り替えも必要だったし。今までやってきたこととは音楽的にも全然違うから、セッションで合わせた時も、確かにギャップのようなものは感じたんですよ。でも、年齢的にもたいして変わらないし、聴いて来た音楽のルーツにもそう違いはないんじゃないかと。そこから枝分かれしたものが重なって、また面白いものが出来るんじゃないかとも思ったし。その上で"ぜひとも、一緒にやりたい"とふんぎりがつきましたね」と本作発売当時に語っている。
ちなみにtetsuyaは、2006年に音楽雑誌『R&R NewsMaker』で企画されたsakuraとの対談において「sakuraとやってね、思ったのは曲をアレンジする上で、すごくいろいろ勉強になりましたね。アレンジではそこまで考えてなかったとこまで、sakuraは考えてたから。既に」と述べている。また、同対談でsakuraは「なんか俺ね、当時、同世代のバンドに対して、すごい卑下してたところがあったんですよ。お決まりの曲を、お決まりのようにしか出来ない人たちだろうって思ってたのね。でも、その時に、普通に音を出しても、曲になりそうな断片的なフレーズとかセッションが出来てて、すごい感銘を受けた。その時に、あ、こういう人たちもいるんだから、やたらに卑下するもんじゃねえなって思って。（中略）（だからL'Arc〜en〜Cielに）すごい興味あったし。むしろ"入れろ、入れろ"って言った覚えもある（笑）」と当時のセッションを述懐している。
本作のレコーディングは、Night Gallery Recordsとの契約下で"幻のアルバム"を録ったことがあったものの、hyde（Vo.）、ken（Gt.）、tetsuya（当時のアーティスト名義は"tetsu"）（Ba.）、sakura（Dr.）の4人としては初の録音作業となっている。そのため、自分自身のプレイや、他のメンバーに対する発見が多くあったという。本作発売当時のインタビューで、hydeは本作のボーカルワークについて「"かいかぶってた自分"と、もう一つ、今回は結構歌い込んでたから、こんなことも出来たのかと思う自分と。二つ発見出来たかな。"もっと活かせる部分"と"直さなくてはいけない部分"が明確になりましたね。今までのレコーディングでは"抜けた部分"を見つけられたことが今までと違いましたね」と述懐している。また、互いのメンバーについてhydeは「レコーディングって音を重ねたり、（各自の演奏や声）1本では出来ないことが出来るから、それまで頭で考えていたことを出せるという部分がありますよね？いざアルバムのレコーディングをやってみて、やっぱりみんなスゴいことを考えてくるなぁと思いました」と語っている。さらにkenは、メンバーについて「"発見"というよりはむしろ"確認"という感じで。"彼は、ああいうことをするだろうな"とか"ああいうことを考えてるだろうな"と普段思ってたことが、実際にレコーディングで表現されて"あぁ、やっぱりそうか"というのが大きかったですね」と述懐している。
本作には、hyde、ken、tetsuyaの3人が単独名義で作曲を担当した楽曲が収められている。なお、今回のレコーディングがsakuraにとって加入して直ぐのアルバム制作だったこともあり、本作にsakura単独で作曲クレジットがついた音源は収録されていないものの、この当時から"メンバー四人四様で楽曲を制作していくスタイル"が確立していたといえる。そのためL'Arc〜en〜Cielは、様々な音楽性にアプローチした色とりどりの楽曲が一枚のアルバムに収録される特異なバンドとして世に出ていくこととなる。今回の楽曲制作を振り返り、hydeは本作発売当時のインタビューで「一つのことを決めて、それに向かってやっていくバンドではないから、全体のテーマがあるとすれば"みんな好きなように"ということです」と述べている。また、tetsuyaは「メンバーみんながそのまま自分を出せば、それがL'Arc〜en〜Cielになるんじゃないかと思ってます」「考えながらやっていくのって、カッコ悪いでしょう？と、俺は思うんです。自然にやって上にいけるのが一番美しいんじゃないか、と。（中略）（結成当初から実施してきたプロモーション戦略や計算は）当時はすべて、自分たちでやっていたからこその"商業的な計算"であって、音楽的な面では計算しながらやっているわけじゃないですから」と同インタビューで語っている。なお、本作の収録曲の歌メロはすべてhydeが手掛けており、作曲者はオケのみを制作し、メンバー全員でアレンジメントを行っている。こういった制作手法は1995年発売の3rdアルバム『heavenly』まで続けられており、作曲者が歌メロまで考えてデモを作るかたちが固まったのは1996年発売の4thアルバム『True』からのこととなっている。
また、本作のプロデューサー及びレコーディング・エンジニアは、Danger Crue Recordsの代表を務める大石征裕が担当している。大石にはレーベルの代表という肩書があるが、元々は44MAGNUMのスタッフ兼エンジニアとして音楽に携わる活動を本格的に開始しており、REACTIONが1985年に発表したアルバム『INSANE』を始め、様々な作品でディレクションやエンジニアを務めていた。さらに、本作のレコーディングには、GRAND SLAMやBODYの楽曲制作にも携わっていたキーボーディストの清水賢治も参加している。なお、今回のレコーディングでは、メンバーがライヴで使っていた楽器に加え、ギターテックの高橋"RANDY"和仁が持っていたギターやベース、Danger Crue Recordsが所有するアンプなどが駆使されている。ちなみにken曰く、今回の録音作業で使ったエレキギターは、ほとんどがスタインバーガーだったという。他にも、今回kenはエレキギターだけでなく、アコースティック・ギター（ガット・ギター含む）をふんだんに使用している。そしてtetsuyaは、これまでアイバニーズのSR-1000Sをメインのベースとして使っていたが、今回のレコーディングではワーウィックのベースを借りて録音作業に臨んでいる。なお、tetsuyaはレコーディングを終えた後にZONのベースを購入し、それを持ってツアーをまわっている。
ちなみにメンバー曰く、レコーディング前は、1992年6月12日に脱退した結成メンバーのhiroが制作した楽曲もアルバムに入れたいと思っていたという。というのも、L'Arc〜en〜Cielは結成当初から、hiroが作曲した楽曲を多くライヴで演奏していたため、「ライヴで定番になっている曲をアルバムに入れたい」と考えていた。しかし、hiroが脱退後に別のバンドを組んだこともあってか、「自分の曲は収録しないでほしい」との申し出たため、本作への収録は見送られることになった。このことについて、hydeは1996年に発表されたインタビュー本で「実はね、（『DUNE』は）レコーディングが決まってて収録もだいたい決まってて、当然ライヴでやってた曲ばっかりだったんですけど、前のギターのhiroから、"俺の曲使わないでくれ"って言われて」「だから最初のアルバムイメージはもっと攻撃的だったんですよ。「I'm in Pain」とか「No Truth」が入る予定だったから」と語っている。ちなみに本作には、作曲者名義が"L'Arc〜en〜Ciel"になっている楽曲が2曲（「Shutting from the sky」と「追憶の情景」）収録されているが、これはhiroが作った原曲をもとにバンド4人で制作し直したものとなっている。こういった事情もあり、これまでライヴで演奏してきた楽曲だけで収録曲を構成することが難しくなったため、kenがL'Arc〜en〜Cielに加入する前に制作していた楽曲を急遽本作に収録することとなった。そのため、本作制作前に開催していたライヴでは演奏されていなかった「Taste of love」「Be destined」「As if in a dream」「失われた眺め」が本作に収録されている。kenは、個人的な趣味あるいは、前に組んでいたバンドで自身が作った楽曲が音源化されることになった心境について、「急に決まって、昔の曲をほじくり出してきてっていう感じだったから正直、いいんかな？って思った。俺自身はMTRでしか録ったことがなかったから、それをレコーディング出来るってことがすごく嬉しかったけどね」と述べている。なお、「As if in a dream」は、kenがバンドに加入した直後の1992年の夏頃に原型を作った曲であり、sakuraが加入してから本格的なセッションが始まったことから、本作のために書き下ろされた唯一の曲となっている。
本作の音楽性としては、1980年代のニュー・ウェイヴやポスト・パンクであったり、ゴシック・ロックに影響を受けた楽曲が多く収録されている。メンバーが共通して好んで聴いていたバンドとしては、ザ・キュアーやザ・スミス（もしくはこのバンドに所属していたジョニー・マーが後に参加した、ザ・ザ）、DEAD ENDなどがあり、それらの影響を感じることのできる作品に仕上げられている。tetsuyaはこの時代に最も影響を受けていたバンドについて、2004年に受けたインタビューで「ザ・キュアーの存在がいちばん大きかったかな。ラルクを聴いてザ・キュアーっぽいとは、そんなに思われないだろうけど」と述懐している。また、kenは好きなギタリストとして、HR/HMギタリストの他に、ロバート・スミス（ザ・キュアー）やジョニー・マーの名前をたびたびあげている。ロバート・スミスのギターの印象について、kenは2006年に受けたインタビューで「キャンバスにいろんな色を塗るみたいに、ここはアルペジオの音、ここはアコギの音…とか、そうやってテクスチャーを付けていく感じの音楽で、空気感がすごくいいよね。それと、やっぱりアルペジオが素敵」と述べている。なお、本作発売当時に音楽雑誌『ロッキンf』の取材で受けたアンケートにおいて、「影響を受けたミュージシャンは？」や「注目しているミュージシャンは？」という質問があり、hydeはBAKI（GASTUNK）とザ・ミッション、kenはジョニー・マーとザ・ザ、tetsuyaは後藤次利（ex.サディスティック・ミカ・バンド、ex.サディスティックス）とイエロー・マジック・オーケストラをあげている。他にも本作では、プログレッシブ・ロック的なアプローチも多く見受けられる。なお、音楽ジャーナリストの鹿野淳は、当時日清パワーステーションでL'Arc〜en〜Cielのライヴを観たことがあったといい、2001年に行われたhydeへのインタビューでその時の印象について「プログレバンドみたいなライヴで、ヴォーカリストの人のルックスだけがすごーいポップに見えて」と述懐している。hydeはこの鹿野の印象を受け「あれはどー見てもプログレでしたね。狙ってましたけどね、その何処にもないバンドっていうのはね」とこの頃目指していたバンド像について答えている。こういった音楽性／時代性もあってか、結成当初にtetsuyaは、バンドの詳細を綴った紙資料に"ニュー・ウェーブ・バンド"という紹介文を書いていたことがあったという。この紹介文について、後年tetsuyaは「当時、音楽のジャンルっていうと、ロック、パンク、ニューウェーブくらいしか言葉が思いつかなかったっていうか」と述べている。また、hydeは本作のサウンドイメージについて「フワッと広がって、聴いてて気持ちがいい、吸い込まれていくようなものを目指した」と本作発売当時に示唆しており、kenも同様に「個人的には、カタくぶつかっていくんではなく、柔らかく包み込んでいくような音にしたかった、というのはありました。自分の回りにそういう空気を感じるようなアルバムにしたかった、というのはありますね」と当時語っている。こういったサウンドイメージを表す標語として、＜PSYCHOSONIC SHAKE（読み：サイコソニック・シェイク）＞というワードがジャケットに印字されている。この言葉はtetsuyaが考えたもので、「精神的に人の心の奥をくすぐるイメージ」を意識して名付けられており、ラルクのサウンドを表す総称として、次作『Tierra』でもピクチャーレーベルにこのワードが印字されることになった。また、この当時はエクスタシーレコード出身のバンドをはじめ、のちにヴィジュアル系アーティストと呼ばれるバンドが台頭していたが、黒を基調とした出で立ちだったこのようなバンドとは正反対の視覚イメージを抱かせるように、特にフロントマンであるhydeはこの頃白い服を着用することが多かった。そのためtetsuya曰く、本作発売当時のL'Arc〜en〜Cielは"白系"と呼ばれることが多かったという。なお、L'Arc〜en〜Cielは一時期、"ヴィジュアル系"のような音楽ジャンルでないレッテルをたびたび貼られたことがあったが、tetsuyaはこの当時から「俺ら、べつにただのロック・バンド、一般的に普通に言うロック・バンドでいいんじゃないかな」と思っていたという。
また、今回のレコーディングではあえてメンバー個々の感性を尊重し、ファーストインプレッションを重視しながら演奏したという。kenは録音作業を振り返り「録りの時に各自が思ったように感性を出して叩き、ベースがそれを聴いて誘発されて弾き、ギターがまたそれに誘発されて弾き、そしてボーカルが乗るのが基本形ですね」と述べている。また、tetsuyaは「派手でも地味でもないベース・ラインを心がけて…その場で思いついたことをやってました」と述べている。さらにsakuraは、加入して僅か12日後のアルバムレコーディングということもあり「曲や詞の構想を（作者）に聞いて、自分の頭の中で勝手にイメージを作って、その上で自分を出して…。俺にしてみれば、全曲が新曲ですからね」と今回の作業を述懐している。
なお、L'Arc〜en〜Cielは本作を発表するまで、あえてデモテープを販売しない方針をとり、一度制作したファーストアルバムも「仕上がりに納得できない」という理由でお蔵入りにするなど、「極力納得できるようなかたちで音源をリリースしたい」という意志を貫いていた。そのため、本作が満を持して世に発表した最初のアルバム作品となった。結果として、通常盤を発表した週の売上枚数が反映されたオリコン週間インディーズアルバムチャートで、初登場首位を獲得するに至っている。こうしてL'Arc〜en〜Cielは、本作の発売をもってインディーズシーンでの人気を証明することになり、メジャーレーベルからの大型契約の提示を受け、バンド活動がより大規模になっていくこととなる。ちなみに、L'Arc〜en〜Cielは1993年の夏頃にソニー・ミュージックの社内レーベル、Ki/oon Sony Musicと契約しているが、その際に"7枚のアルバムリリース"と"契約年数無期限"という契約を結んでいる。
本作の出来栄えについて、kenは1996年に発表されたインタビュー本にて「のびのびしてるねぇ、キミ！って感じ」と述べている。また、tetsuyaは2004年に受けた音楽雑誌のインタビューで「今とそんなに変わってないですね。自分たちで"こういう曲があればいいな"と思うものが、世の中にないから自分たちで作ってみた、みたいな」と述懐している。さらに、2006年に受けたインタビューでは「『DUNE』が出るまで、ちゃんとしたものしか世に出してないというか。参加したオムニバスもメジャーから出てるし、すごいそこをこだわってて、"変な形でリリースしたくない"っていうスタイルでやってきたんで、やっと環境も整っていい状態で出せたっというところですごく満足してました」と述懐している。なお、大石は本作の仕上がりについて、2020年に発表した自身の著書で「『DUNE』は私のエンジニア人生において最高の仕上がりになった」と述懐している。余談だが、L'Arc〜en〜Cielのメンバーが敬愛するロックバンド、DEAD ENDにおいてボーカルを務めるMORRIEは、このアルバムでL'Arc〜en〜Cielの存在を認知したという。2013年に行われたhydeとの対談で、MORRIEは「（L'Arc〜en〜Cielを知った）最初は『DUNE』っていうアルバムです。1993年くらいだったと思うんですけど、周りから"これ、DEAD ENDみたいですよ？"といって聴かせてもらったんですけど、あんまりDEAD ENDっぽくは思わなくて。でも彼らが作っていた世界観はけっこう気に入りましたね。その後もチラチラと聴いてましたけど、hydeが独特のいい声をしてるので、僕は好きでしたよ」と当時を述懐している。

### アルバムタイトル、アートワーク
アルバムタイトルは、収録曲の全作詞を手掛けたhydeが名付けている。タイトルを『DUNE』にした理由について、hydeは「砂漠って、何もない土地なのに物語がたくさん埋まっているようなイメージが個人的にはあって。このアルバムにはいろんな物語があるから、ふさわしいんじゃないかと思って」と語っている。
なお、"砂漠"は英語で"desert"と訳されるが、hyde曰く、あえて『砂丘』を意味する『DUNE』をアルバムタイトルにしているという。このことについて、hydeは「"SAND（砂）"とか"DESERT（砂漠）"というのはニュアンスが違う」「言葉の響きから、受けるイメージって変わりますよね？（中略）"DESERT"では違うイメージになってしまったと思うんです」と述べている。
ジャケットのアートワークは、スペシャルジャケット限定盤・通常盤ともに、カッツ三宅（STRANGE PARADISE）が手掛けている。なお、2004年4月21日に発表された復刻盤『DUNE 10th Anniversary Edition』では、ジャケットデザインが一新されている。これは1993年当時、メンバーがジャケットデザインに納得していなかったことから、tetsuya監修のもとで制作し直された背景がある。ちなみに、2004年に発表した復刻盤のジャケットデザインは、クリエイティブユニットの生意気（Namaiki）が手掛けている。tetsuyaは、復刻盤を発表したタイミングで受けた音楽誌のインタビューで「（1993年のオリジナル盤を発売した）当時、自分たちの周りのシステムがちゃんとできてなくて、今だったらありえないようなジャケットで出てたりもしたんで（笑）、それもこの機会に変えよう、と」「当時はもう"ジャケットはこれだから"って勝手に決まってたようなところがあって、ほとんど変更できないような状況で。もちろん出した当時から悔いがあったとか、作品として満足してなかったとか、そういうわけじゃないんですけど。いつかいい機会があれば出し直したいってずっと思ってた感じですね」と述べている。
なお、2023年5月30日にリマスタリングアルバム『DUNE (Remastered 2023)』が、スペシャルジャケット限定盤、通常盤、アナログ盤の3形態で発表されているが、これらはそれぞれ1993年発売のスペシャルジャケット限定盤、2004年発売の『DUNE 10th Anniversary Edition』、1993年発売の通常盤のジャケットデザインが採用されている。ちなみに、各種サブスクリプションサービス（定額制音楽配信）で表示されるリマスタリングアルバムのジャケットは、2004年発売の『DUNE 10th Anniversary Edition』のものとなっている。余談だが、リマスタリングアルバム発売から4日後の2023年6月3日には、リリースプロモーションの一環で、公式YouTubeアーティストチャンネルにkenによるアルバム開封動画がアップロードされている。また、2023年10月5日には、音楽雑誌『ロッキンf』で編集を担当していた的場好信と、tetsuyaの対談動画の一部が公式YouTubeアーティストチャンネルにアップされている。なお、このtetsuyaと的場の対談のフルサイズ版は、公式ファンクラブ「LE-CIEL」および「Digital LE-CIEL」の会員限定で配信されている。

### ライヴツアー
L'Arc〜en〜Cielは本作発売の直前となる、1993年3月11日に恵比寿GUILTYでライヴ「SONIC GIG」を開催している。なお、このライヴは、L'Arc〜en〜Cielにsakuraが加入してから初めて開催した公演となっている。また、この公演は本作の1曲目に収められた「Shutting from the sky」から始まり、インディーズシングル「Floods of tears／夜想花」とアルバム『DUNE』の収録曲だけでセットリストが構成されている。したがって、この公演は"新たなL'Arc〜en〜Ciel"の始まりとなるライヴになった。sakuraは1996年に発表されたインタビュー本の中で、この公演を振り返り「"sakura！"っていう歓声に、場内大笑いですわ（笑）。その頃からもう、お笑い約束されてたね」と述べている。また、tetsuyaは「このライヴのチケットって通信販売のみで限定250名。ギルティって僕達みたいなバンドが今まであまり使ってないライヴハウスだったんです。で、最初は場所も伏せて"東京××××"って告知したんですよ。確か僕達みたいなバンドがあまり使ってないとこを探して演ったんですよ」と述懐している。なお、この公演の3日後となる同年3月14日には渋谷公会堂で行われたライヴイベント「華麗なる魔性」に出演している。
そして本作の通常盤の発売日となる1993年4月27日にライヴ「SONIC GIG Ⅱ」を開催。1993年5月3日には渋谷公会堂で行われた音楽雑誌『ロッキンf』主催のライヴイベント「Subliminal Vision」に出演している。余談だが、hyde、ken、tetsuyaの3人は、『DUNE』のレコーディングに取り掛かるにあたり、東京・北品川のウィークリーマンションを借りていたが、制作が終わった後は大阪に戻っていた。そのため、東京在住だったsakuraは、前述の渋谷公会堂でのライヴイベントが終わりしばらくして、一時的に3人のいる大阪に住むことにしている。なお、sakura曰く、部屋探し中はtetsuyaが住む家に居候していたという。後年tetsuyaは、この当時を振り返り「普通逆なんですけどね。"俺ら3人が東京に行けよ！"って話なんですけど（笑）。それは、ね！多数決で」「でも、（sakuraは大阪に）よく来たよね。いや、ちょっとすごいなって思ったよ、俺。ちょっと感動した」と述懐している。
1993年6月14日から同年7月3日にかけて、バンド初の全国ツアー「Close by DUNE」を開催している。そして1993年8月1日には、前述のライヴツアーの最終公演として、日清パワーステーションで「Close by DUNE FINAL」を開催している。hydeは初の全国ツアーを振り返り「マネージャー付きのツアーは初めてだから何かやっちゃいけないことが多いんだなあっていう（笑）。それとホテルの部屋が2人1組だったから、いいところもやなところもひっくるめて互いを知るっていうツアーだったような気がするな」と述べている。また、kenは「俺にとってはその時だけじゃなくて今に至るまで、この先もずっとそうだと思うんだけど、ひとつの道しるべ。まぁ、今と比べたら見た目とか全然違ってたと思うんだけど、ツアー全体の雰囲気とかライヴの方向性とかがあの時点でピッ！と定まったような気がする」と述懐している。ちなみに、このツアーでは『DUNE』の収録曲を中心にセットリストが組まれているが、次作『Tierra』に収録されることになる「White Feathers」の原型も披露されている。
なお、1993年6月20日に開催された上記ツアーの市川CLUB GIO公演に、1994年から在籍することになるレコード会社、ソニー・ミュージックの人間が観賞のために訪れていたという。このことについて、tetsuyaは2006年に受けた音楽雑誌のインタビューで「メジャーデビューが'94年の7月で、契約自体は'93年の夏ぐらいには行ったから。確かね、6月20日のCLUB市川。ここにソニーの人が来てますね」と述懐している。
上記ツアーを終え、L'Arc〜en〜Cielは1993年8月23日に渋谷公会堂で行われたライヴイベント「SHOCK AGE '93」、同年10月19日に同所で行われたライヴイベント「Because the Night Vol.1」に出演している。
その後、アルバムタイトルを冠したツアーの締めくくりとして、1993年11月9日から同年12月20日にかけてライヴツアー「FEEL OF DUNE」を開催。このツアーのセットリストには、のちにメジャーデビューシングルに抜擢される「眠りによせて」が組み込まれている。そしてツアーを終えたL'Arc〜en〜Cielは、1994年初頭からメジャーレーベル、Ki/oon Sony Recordsで2ndアルバム『Tierra』の制作に取り掛かることになる。なお、L'Arc〜en〜Cielはアルバム『Tierra』の制作の合間に、1994年4月3日から同年4月15日にかけてライヴツアー「ノスタルジーの予感」を開催しているが、このツアーはL'Arc〜en〜Cielがインディーズの頃に開催した最後のツアーとなっている。

### リリース形態
1993年4月10日に特別仕様ジャケットのスペシャルジャケット限定盤（CD）を通信販売のみで10,000枚限定でリリースした。同年4月27日には、10曲目に「失われた眺め」をボーナストラックとして追加した通常盤（CD）がリリースされている。なお、同年10月21日にはアルバム収録曲の「Dune」「Floods of tears」「As if in a dream」の計3曲のミュージック・ビデオを収録したミュージック・クリップ集『TOUCH OF DUNE』が1万本限定でリリースされている。また、2000年4月5日には、通常盤が再発されている。
2004年4月21日にはメジャーデビュー10周年を記念し、本作の復刻盤『DUNE 10th Anniversary Edition』が1形態（CD）で発表されている。この作品には、インディーズシングルとして発表していた「Floods of tears」のperoテイクのバージョンと「夜想花」の他、音楽専科社発行の音楽雑誌『SHOXX』1993年9月号の特典CDとして発表された、オムニバスアルバム『The Monster Of Shock Age』に提供した楽曲「予感」含めた13曲が収録されている。なお、このアルバムのマスタリングは、エレファントカシマシの作品やGRASS VALLEYのアルバム『STYLE』のマスタリング作業に携わった田中三一（Bernie Grundman Mastering）が担当している。
また、2011年6月22日には、スマートフォン向け音楽ダウンロードアプリ、レコチョクにおいてL'Arc〜en〜Cielの楽曲計146曲のダウンロード販売を開始したことに伴い、『DUNE』『DUNE 10th Anniversary Edition』がともに配信された。2012年11月7日には、ソニー・ミュージックエンタテインメントがiTunes Storeに参入したことに伴い、日本においても配信が開始され、これによりほぼ全ての音楽配信サイトにてダウンロード販売が解禁された。
2014年10月22日には、本作を含めたアルバム全12タイトルのハイレゾリューションオーディオ音源が各種音楽サイトで配信された（10th Anniversary Edition盤は配信対象外）。このハイレゾバージョンでは、内田孝弘（FLAIR）によるリマスタリングが行われている。また、2019年12月11日には、Spotify、Apple Musicをはじめとした各種サブスクリプションサービス（定額制音楽配信）にて、この日までに発表したL'Arc〜en〜Cielの全楽曲のストリーミング配信を全世界で一斉解禁している。
2023年5月30日には、『DUNE』発売から30年を記念し、メンバー監修の下でのオリジナルマスターテープを使いリマスタリングしたアルバム『DUNE (Remastered 2023)』が発表されている。この作品では、2022年に発表したアルバムリマスター・ボックス『L'Album Complete Box -Remastered Edition-』と同様に、ランディ・メリル（Sterling Sound）によるリマスタリングが行われている。また、この作品はスペシャルジャケット限定盤（CD）、通常盤（CD）、アナログ盤（2LP）の3形態で販売されている。スペシャルジャケット限定盤は、1993年4月10日に10,000枚限定で通販のみでリリースされたアルバムのデザインを復刻に近い形で再現したアイテムとなっている。現在は入手困難となっているオリジナル盤同様、今回も10,000枚の限定生産となり、1993年当時に特典として付けていたステッカーも復刻し封入されている。こちらは「Official Fan Club LE-CIEL」または「Digital Fan Club LE-CIEL」の会員のみが購入することができる。また、通常盤は、2004年にリリースした『DUNE 10th Anniversary Edition』のジャケットデザインを踏襲したバージョンで、1993年当時（4月27日リリース）の通常盤に「Floods of tears (single version)」「夜想花」「予感」の3曲を加えた全13曲を収録している。さらに、アナログ盤は、LP2枚組の仕様で前述の通常盤と同様に全13曲を収録。ジャケットは1993年4月27日にリリースされたアルバム通常盤のデザインを踏襲し、3,000枚限定で生産される。ジャケットの中面にはスペシャルジャケット限定盤と同様に、メンバーの写真が掲載され、ブックレットは今回のために新たにデザインされた仕様となっている。ちなみにこのリマスタリングアルバムは、フィジカル発売と同日にダウンロード配信およびストリーミング配信が開始されている。
| リリース       | タイトル                      | 規格                                                       | マスタリング・エンジニア             | 備考 |
| -------------- | ----------------------------- | ---------------------------------------------------------- | ------------------------------------ | --- |
| 1993年4月10日  | DUNE                          | - CD                                                       | 中里正男 (ONKIO HAUS)                | - スペシャルジャケット限定盤 - 10,000枚限定でリリースされた全9曲収録の作品となっている |
| 1993年4月27日  | DUNE                          | - CD                                                       | 中里正男 (ONKIO HAUS)                | - 通常盤 - スペシャルジャケット限定盤からアートワークが変更されている。『DUNE』のスペシャルジャケット限定盤に「失われた眺め」を追加した全10曲収録の作品となっている |
| 2000年4月5日   | DUNE                          | - CD                                                       | 中里正男 (ONKIO HAUS)                | - 再発盤 - 1993年発売の通常盤と同様に「失われた眺め」を含めた全10曲収録の作品となっている |
| 2004年4月21日  | DUNE 10th Anniversary Edition | - CD                                                       | 田中三一 (Bernie Grundman Mastering) | ジャケットデザインを一新した復刻盤。CDの収録内容は『DUNE』の通常盤に「Floods of tears」「夜想花」「予感」の3曲を追加したバージョンとなっている |
| 2011年6月22日  | DUNE                          | - ダウンロード配信                                         | 中里正男 (ONKIO HAUS)                | - |
| 2011年6月22日  | DUNE 10th Anniversary Edition | - ダウンロード配信                                         | 田中三一 (Bernie Grundman Mastering) | - |
| 2014年10月22日 | DUNE                          | - ハイレゾリューションオーディオ配信                       | 内田孝弘（FLAIR）                    | 1993年発売の通常盤と同様に「失われた眺め」を含めた全10曲収録の作品となっている |
| 2019年12月11日 | DUNE                          | - ストリーミング配信                                       | 中里正男 (ONKIO HAUS)                | - |
| 2019年12月11日 | DUNE 10th Anniversary Edition | - ストリーミング配信                                       | 田中三一 (Bernie Grundman Mastering) | - |
| 2023年5月30日  | DUNE (Remastered 2023)        | - CD - LP（2枚組） - ダウンロード配信 - ストリーミング配信 | ランディ・メリル（STERLING SOUND）   | - スペシャルジャケット限定盤は、1993年発売の『DUNE』のスペシャルジャケット限定盤と同じジャケットを採用。前述のアルバムと同様に10,000枚限定でリリースされた全9曲収録の作品となっている - 通常盤は、2004年発売の『DUNE 10th Anniversary Edition』と同じジャケットを採用。前述のアルバムと同様に全13曲収録の作品となっている - アナログ盤は、1993年発売の『DUNE』の通常盤と同じジャケットを採用。3,000枚限定で生産され、『DUNE (Remastered 2023)』の通常盤と同様に全13曲収録の作品となっている |

## 評価

### 批評
- 音楽ライターの高橋美穂は『ROCKIN'ON JAPAN』のレビューにて、本作について「ラルク史上、最もゴシックな色が濃いぶん、トリップ感は満点。だけどこの「非日常」って、今のラルクにもすんごく繋がっていることだ[53]」と評している。また、収録曲の「Voice」に触れたうえで、高橋は「＜目の前の扉は開かれて 少しの未来を見せている＞―"Voice"の、天岩戸から光あふれるようなサビが好きで何度も聴いてたけど、今思うとこの言葉は彼ら自身の未来を予言していたのかもしれないな。そう、恐ろしいまでに構築されたオリジナリティは、この時すでに存在していたんだ[53]」とコメントしている。さらに、この当時のバンドイメージについて「繊細なサウンド、艶かしい歌声、本気で美しいルックスなどなど、バンドが魅せるすべてに統一された幻想的な世界観に、現実を忘れてしまうような魔力を感じた[53]」と綴っている。- ロッキング・オン『ROCKIN'ON JAPAN』（2004年7月号）
- 音楽ライターの伊藤美保は『別冊宝島』のレビューにて、本作について「当時、何やらスゴいのが出た！とバンドマンや関係者からの注目も総ざらいで、筆者が勤めていた"バンやろ"編集部からよくサンプル盤を持っていかれたもんです[54]」と述懐している。また、本作の収録曲に触れながら、伊藤は「今なお健在なラルクの"メンバー力"が、初アルバムであるこの作品から充分に読み取ることができる。sakuraの臨機応変なドラム、"Taste of love"、"Be detstined"で顕著なtetsuの動きまくりのドライヴィング・ベース。これを20代前半の小僧が弾いていたのか！と驚愕させられるkenのスパニッシュ・ギター。"Dune"、"As if in a dream"に代表される楽曲センスとアレンジ能力の高さ。これに加え、あのhydeの顔立ちと声である。（中略）また"Entichers"でのあまりに艶っぽい歌いまわしには、男性リスナーですら溜め息をついたほど。低音ダークネスなhydeがお好みな人には、この初期作品が唯一無二の傑作[54]」と評している。 - 宝島社『別冊宝島1399 音楽誌が書かないJポップ批評47 L'Arc-en-Cielの奇跡』（2007年2月）
- 所属事務所代表で、本作のプロデュース及びエンジニリングを務めた大石征裕は、2015年に受けたインタビュー及び、2020年に発表した自身の著書で本作の制作を振り返っている。当時のメンバーの音楽嗜好について、大石は「4人ともザ・キュアーのようなUKロックをよく聞いていたと記憶しています。当時はドラムがsakuraだったんですけど、sakuraが加入する以前から『DUNE』の楽曲はすでに出来上がっていたんです[33]」と述べている。本作のサウンド面については「大きくサウンドを左右したのはギターのkenと、ベースのtetsuyaのフレージングの影響が大きいでしょうね。『DUNE』は、ちょっとプログレっぽいところもあるなと当時私は思いました。空間のコントロールの妙と言うか、独特なサウンドに驚きました[33]」「kenの趣向だと思うんですけど、音を詰め込むのがあんまり好きじゃないんです。ギターもその頃、あまり歪んでなくて。録音時の事ですが、ギターアンプを私が無理やりROLAND JC-120で録ったことを、後になって好みではなかったと聞かされて（苦笑）。要するに立体感が出ないアンプが嫌いなんですね。その頃からkenは耳でわかっていたんでしょうね[33]」と述懐している。また、各メンバーに対する印象について、大石は「ラルクはこれまでのバンドとは一味違っていた。空間を自由にコントロールするサウンドスタイルで、決して力まず、緩やかな空気感を残す必要があったので、ドラムはアンビマイクを生かした。それとtetsuyaのベースのフレーズがとても個性的で、ビートを刻むようなフレーズがあまりなく、スラーを多用した個性的な奏法だった。私もベースを弾いていたので最初は戸惑ったが、そんな独特なスタイルがアルバム全体の個性にもなっていった。ギターのkenに関してはまさに匠のような繊細な感覚を持っていたし、hydeの歌声は、その時私が聴き込んでいたデヴィッド・シルヴィアンに通ずるところも多く、心地良いローボイスは鳥肌ものだった[43]」とコメントしている。さらに本作の出来栄えについて、大石は「私のエンジニア人生において本作が最高の仕上がりになった」と語っており[43]、「のちに『DUNE』がジャズ雑誌のリファレンスCDに選ばれているのをkenが見つけてきて、大変驚いた記憶もある[43]」と述懐している。- mora『L'Arc〜en〜Cielを擁する「マーヴェリック・ディー・シー・グループ」代表の大石征裕氏がハイレゾを語る！』（2015年5月28日） & シンコーミュージック・エンタテイメント『大石征裕 自伝 夢の船』（2020年2月）
- 音楽ライターの冬将軍はウェブメディア、JBpressの記事で、「彼らが影響を受けたバンドとして挙げているDEAD ENDを彷彿とさせるプログレライクなハードロック要素や、当時ライブの登場SEとして使用していたアメリカのインダストリアルメタルバンド、ミニストリーの無機的なビート感は随所に感じられるものの、透明感と幻想的な世界観が差配する作風はその完成度の高さとともに、シーンに大きな衝撃を与えた[55]」と本作を評している。また、冬将軍はhydeの歌唱について「色気のある低音と儚さを感じさせるボーカル[55]」と表現している。また、他のメンバーのプレイについて「ギターソロはハードロックの趣を感じさせながらも、アルペジオやコードワークはブリティッシュなニューウェイヴの香りを放つken[55]」「スライドとグリッサンドを駆使し、指板上を縦横無尽に駆け巡るtetsuyaのベースは、従来のビートロックセオリーに則ったルート音でボトムを支えていくスタイルとはまったく異なるもので、新たなベースのプレイスタイルを提示した。歌に寄り添い、時として対になっていくそのベースラインは、"ラルクにはメロディが2つ（ボーカルとベース）が存在している"とまで言われたものである[55]」「sakuraの一切の迷いがない潔いドラミングは、豪快さと緻密さが介在する絶妙なバランスを持っていた。加入直後とは思えないほどの楽曲理解度がそのプレイからうかがえる[55]」と綴っている。- JBpress『日本が誇るモンスターバンド・L'Arc〜en〜Ciel、シーンに“白”をもたらしたカリスマと特異な音楽性の魅力』（2024年5月3日）

### チャート成績
- 本作の通常盤発売初週となる1993年5月10日付のオリコン週間インディーズアルバムチャートで初の首位を獲得している[1]。これが、インディーズシーンにおけるL'Arc〜en〜Cielの人気を表すひとつの結果となった。
- バンドのメジャーデビュー10周年を記念し、2004年に発表された復刻盤『DUNE 10th Anniversary Edition』は、発売初週となる2004年5月3日付のオリコン週間アルバムチャートにおいて、週間5位を獲得している。
- 本作発売から30周年を記念し、2023年に発表されたリマスタリングアルバム『DUNE (Remastered 2023)』のフィジカルは、L'Arc〜en〜Cielのオフィシャルグッズサイトを通じて発売されており、全国のCDショップやECサイトでの一般流通は行われていない。そのため、この作品はオリコンチャートなどが行うセールス集計の対象外となっている。

## 収録曲

### CD
| 全作詞: hyde、全編曲: L'Arc〜en〜Ciel。 |                           |           |                 |      |
| #                                       | タイトル                  | 作詞      | 作曲            | 時間 |
| 1.                                      | 「Shutting from the sky」 | hyde      | L'Arc〜en〜Ciel | 5:33 |
| 2.                                      | 「Voice」                 | hyde      | ken             | 4:52 |
| 3.                                      | 「Taste of love」         | hyde      | ken             | 5:00 |
| 4.                                      | 「Entichers」             | hyde      | hyde            | 4:18 |
| 5.                                      | 「Floods of tears」       | hyde      | tetsu           | 6:12 |
| 6.                                      | 「Dune」                  | hyde      | tetsu           | 5:05 |
| 7.                                      | 「Be destined」           | hyde      | ken             | 4:24 |
| 8.                                      | 「追憶の情景」            | hyde      | L'Arc〜en〜Ciel | 6:18 |
| 9.                                      | 「As if in a dream」      | hyde      | ken             | 5:32 |
| 合計時間:                               | 合計時間:                 | 合計時間: | 47:14           |      |

| 全作詞: hyde、全編曲: L'Arc〜en〜Ciel。 |                           |           |                 |      |
| #                                       | タイトル                  | 作詞      | 作曲            | 時間 |
| 1.                                      | 「Shutting from the sky」 | hyde      | L'Arc〜en〜Ciel | 5:33 |
| 2.                                      | 「Voice」                 | hyde      | ken             | 4:52 |
| 3.                                      | 「Taste of love」         | hyde      | ken             | 5:00 |
| 4.                                      | 「Entichers」             | hyde      | hyde            | 4:18 |
| 5.                                      | 「Floods of tears」       | hyde      | tetsu           | 6:12 |
| 6.                                      | 「Dune」                  | hyde      | tetsu           | 5:05 |
| 7.                                      | 「Be destined」           | hyde      | ken             | 4:24 |
| 8.                                      | 「追憶の情景」            | hyde      | L'Arc〜en〜Ciel | 6:18 |
| 9.                                      | 「As if in a dream」      | hyde      | ken             | 5:32 |
| 10.                                     | 「失われた眺め」          | hyde      | ken             | 3:43 |
| 合計時間:                               | 合計時間:                 | 合計時間: | 50:57           |      |

| 全作詞: hyde、全編曲: L'Arc〜en〜Ciel。 |                                      |           |                 |      |
| #                                       | タイトル                             | 作詞      | 作曲            | 時間 |
| 1.                                      | 「Shutting from the sky」            | hyde      | L'Arc〜en〜Ciel | 5:33 |
| 2.                                      | 「Voice」                            | hyde      | ken             | 4:52 |
| 3.                                      | 「Taste of love」                    | hyde      | ken             | 5:00 |
| 4.                                      | 「Entichers」                        | hyde      | hyde            | 4:18 |
| 5.                                      | 「Floods of tears」                  | hyde      | tetsu           | 6:12 |
| 6.                                      | 「Dune」                             | hyde      | tetsu           | 5:05 |
| 7.                                      | 「Be destined」                      | hyde      | ken             | 4:24 |
| 8.                                      | 「追憶の情景」                       | hyde      | L'Arc〜en〜Ciel | 6:18 |
| 9.                                      | 「As if in a dream」                 | hyde      | ken             | 5:32 |
| 10.                                     | 「失われた眺め」                     | hyde      | ken             | 3:43 |
| 11.                                     | 「Floods of tears (single version)」 | hyde      | tetsu           | 5:45 |
| 12.                                     | 「夜想花」                           | hyde      | ken             | 5:32 |
| 13.                                     | 「予感」                             | hyde      | ken             | 5:37 |
| 合計時間:                               | 合計時間:                            | 合計時間: | 67:51           |      |

| 全作詞: hyde、全編曲: L'Arc〜en〜Ciel。 |                                             |           |                 |      |
| #                                       | タイトル                                    | 作詞      | 作曲            | 時間 |
| 1.                                      | 「Shutting from the sky - Remastered 2023」 | hyde      | L'Arc〜en〜Ciel | 5:33 |
| 2.                                      | 「Voice - Remastered 2023」                 | hyde      | ken             | 4:52 |
| 3.                                      | 「Taste of love - Remastered 2023」         | hyde      | ken             | 5:00 |
| 4.                                      | 「Entichers - Remastered 2023」             | hyde      | hyde            | 4:18 |
| 5.                                      | 「Floods of tears - Remastered 2023」       | hyde      | tetsuya         | 6:12 |
| 6.                                      | 「Dune - Remastered 2023」                  | hyde      | tetsuya         | 5:05 |
| 7.                                      | 「Be destined - Remastered 2023」           | hyde      | ken             | 4:24 |
| 8.                                      | 「追憶の情景 - Remastered 2023」            | hyde      | L'Arc〜en〜Ciel | 6:18 |
| 9.                                      | 「As if in a dream - Remastered 2023」      | hyde      | ken             | 5:32 |
| 合計時間:                               | 合計時間:                                   | 合計時間: | 47:14           |      |

| 全作詞: hyde、全編曲: L'Arc〜en〜Ciel。 |                                                        |           |                 |      |
| #                                       | タイトル                                               | 作詞      | 作曲            | 時間 |
| 1.                                      | 「Shutting from the sky - Remastered 2023」            | hyde      | L'Arc〜en〜Ciel | 5:33 |
| 2.                                      | 「Voice - Remastered 2023」                            | hyde      | ken             | 4:52 |
| 3.                                      | 「Taste of love - Remastered 2023」                    | hyde      | ken             | 5:00 |
| 4.                                      | 「Entichers - Remastered 2023」                        | hyde      | hyde            | 4:18 |
| 5.                                      | 「Floods of tears - Remastered 2023」                  | hyde      | tetsuya         | 6:12 |
| 6.                                      | 「Dune - Remastered 2023」                             | hyde      | tetsuya         | 5:05 |
| 7.                                      | 「Be destined - Remastered 2023」                      | hyde      | ken             | 4:24 |
| 8.                                      | 「追憶の情景 - Remastered 2023」                       | hyde      | L'Arc〜en〜Ciel | 6:18 |
| 9.                                      | 「As if in a dream - Remastered 2023」                 | hyde      | ken             | 5:32 |
| 10.                                     | 「失われた眺め - Remastered 2023」                     | hyde      | ken             | 3:43 |
| 11.                                     | 「Floods of tears (single version) - Remastered 2023」 | hyde      | tetsuya         | 5:45 |
| 12.                                     | 「夜想花 - Remastered 2023」                           | hyde      | ken             | 5:32 |
| 13.                                     | 「予感 - Remastered 2023」                             | hyde      | ken             | 5:37 |
| 合計時間:                               | 合計時間:                                              | 合計時間: | 67:51           |      |

### LP
| 全作詞: hyde、全編曲: L'Arc〜en〜Ciel。 |                                             |           |                 |      |
| #                                       | タイトル                                    | 作詞      | 作曲            | 時間 |
| 1.                                      | 「Shutting from the sky - Remastered 2023」 | hyde      | L'Arc〜en〜Ciel | 5:33 |
| 2.                                      | 「Voice - Remastered 2023」                 | hyde      | ken             | 4:52 |
| 3.                                      | 「Taste of love - Remastered 2023」         | hyde      | ken             | 5:00 |
| 4.                                      | 「Entichers - Remastered 2023」             | hyde      | hyde            | 4:18 |
| 5.                                      | 「Floods of tears - Remastered 2023」       | hyde      | tetsuya         | 6:12 |
| 合計時間:                               | 合計時間:                                   | 合計時間: | 25:55           |      |

| 全作詞: hyde、全編曲: L'Arc〜en〜Ciel。 |                                        |           |                 |      |
| #                                       | タイトル                               | 作詞      | 作曲            | 時間 |
| 1.                                      | 「Dune - Remastered 2023」             | hyde      | tetsuya         | 5:05 |
| 2.                                      | 「Be destined - Remastered 2023」      | hyde      | ken             | 4:24 |
| 3.                                      | 「追憶の情景 - Remastered 2023」       | hyde      | L'Arc〜en〜Ciel | 6:18 |
| 4.                                      | 「As if in a dream - Remastered 2023」 | hyde      | ken             | 5:32 |
| 5.                                      | 「失われた眺め - Remastered 2023」     | hyde      | ken             | 3:43 |
| 合計時間:                               | 合計時間:                              | 合計時間: | 25:02           |      |

| 全作詞: hyde、全編曲: L'Arc〜en〜Ciel。 |                                                        |           |         |      |
| #                                       | タイトル                                               | 作詞      | 作曲    | 時間 |
| 1.                                      | 「Floods of tears (single version) - Remastered 2023」 | hyde      | tetsuya | 5:45 |
| 2.                                      | 「夜想花 - Remastered 2023」                           | hyde      | ken     | 5:32 |
| 合計時間:                               | 合計時間:                                              | 合計時間: | 11:17   |      |

| 全作詞: hyde、全編曲: L'Arc〜en〜Ciel。 |                            |           |      |      |
| #                                       | タイトル                   | 作詞      | 作曲 | 時間 |
| 1.                                      | 「予感 - Remastered 2023」 | hyde      | ken  | 5:37 |
| 合計時間:                               | 合計時間:                  | 合計時間: | 5:37 |      |

## 楽曲解説
1. 「Shutting from the sky」
開放感あるサウンドが印象的なオープニングナンバー。この曲がアルバムの1曲目に選ばれたことについて、hydeは「まず最初に聴いて、この曲がいちばん広がりがあるかなということで1曲目に（持ってきた）[56]」と語っている。
この曲の原曲は、1992年3月に発表したバンド初の公式作品となるオリジナルビデオ『L'Arc-en-Ciel』に収録されていた、結成メンバーのhiroが作曲を手掛けた楽曲「Claustrophobia」であり[57]、結成当初からライヴで何度も演奏されていた[21]。また、「Claustrophobia」はhiroが在籍していた頃から歌詞や楽曲構成がたびたび見直されており、今回アルバムに収録するにあたり、再度楽曲を構築し直したうえでタイトルも変更されている[21]。なお、作曲者の名義も"L'Arc〜en〜Ciel"に変更されている。この曲について、tetsuyaは「結成してすぐにできた曲で、何回もアレンジが変わってやっと完成した[56][58]」と述べている。また、hydeは「最初はわりと広がりのない曲だったんですが、アレンジで曲の雰囲気と詞のニュアンスがコロコロ変わって…その最終形という感じです[21]」と語っている。
最終形となるこの曲のアレンジイメージについて、hydeは本作発売当時に受けたインタビューで「より広がりのある、ノリのある曲にしたかった[21]」と語っている。また、kenはこの曲のギター録りを振り返り「（『DUNE』の）だいたいどの曲にも言えるんですけど、生ギターはなるべくドラム寄りのイメージで弾いて、立体感を出そうと心がけました[56]」「ギターはいろんな音が入っていて、スタジオでしか出せない音もあるんで、そのへんはプロデューサーと相談してやってみました[56]」と述べている。
なお、歌詞も楽曲構成と同様に、原曲である「Claustrophobia」から変更されている。作詞を担当したhydeは、この曲の歌詞について「一見したら単に明るい表面の裏に、沈んだ自分が重なっている詞を感じてもらえたらいいですね[21]」と述べている。ちなみにこの曲の歌詞には＜Shutting from the sky I fallen in to Claustrophobia＞というフレーズがあり、原曲となった＜Claustrophobia＞が登場する。余談だが、「Claustrophobia」は英語で「閉所恐怖症」の意味するワードとなっている。
余談だが、2022年に発表された『1993年の『DUNE』から『HEART』までのラルクのオススメ5曲』というレコメンド記事において、執筆者である高橋翔（ex.昆虫キッズ）はこの曲を選曲している[59]。この記事において、高橋は「ラルクって、インディーズ時代から、バンドコンセプトとディレクションを、楽曲に落とし込むセンスと技術が異常に高いんです。理由としてはブレーンであり、リーダーでもあるテッちゃん（tetsuya）の手腕もあるけど、追随するように各メンバーの能力値がずば抜けてることも大いにあります。この曲はラルクでは珍しく、作曲クレジットがバンド名義になっていて、おそらくスタジオセッションやライブでのアレンジを経て、変化を重ねていったと推察していますが、散々こねくり回した楽曲でアルバムの1曲目を飾るということは、冒頭からバンドの美学を集約してリスナーにぶつけてやろうという気概を感じます。そして忘れちゃいけない大事なことは、ラルクはロックバンドってことなんです[59]」とこの曲にコメントを寄せている。
2. 「Voice」
1992年10月1日に発表されたオムニバスアルバム『Gimmick』への提供曲「VOICE」のリアレンジ・リテイクバージョン。
ニューウェイヴからの影響と透明感や浮遊感を感じることができる[60]、本作以降のL'Arc〜en〜Cielのサウンドに通じるような楽曲[61]。L'Arc〜en〜Cielが発表した楽曲としては、この曲がkenに作曲クレジットが付いた初の音源となっている。また、初めてCDに収められたL'Arc〜en〜Cielの楽曲ということもあり、この曲はバンドの存在を多くのリスナーに知らしめるキッカケになった音源といえる[62]。そのため、hydeはこの曲について「本当の初めの1曲は「I'm in Pain」ではなく、「Voice」かもしれませんね[62]」と述べている。さらに、tetsuyaは「kenが入って、初めての彼の曲。この曲で何かフッ切れた&見えた、思い出の曲[62]」と語っており、メンバーはこの曲を「L'Arc〜en〜Cielのリスタートになった曲」として捉えていることがうかがえる。こういった位置付けの曲であることからか、本作発売前、そして発売以降もL'Arc〜en〜Cielのライヴではスタンダードソングとして頻繁に演奏されている。
上記オムニバスアルバムのドラムテイクが結成メンバーのperoによるものだったことに加え、作曲者のkenがこのときのアレンジに不満を持っていたことから[58]、今回のアルバムレコーディングで再度アレンジ、レコーディングされている。本作収録にあたり制作し直した経緯について、kenは本作発売当時のインタビューで「オムニバス盤『GIMMICK』にも収録されてたけど、その時は時間的にやりたいことすべてが出し切れなかったし、メンバーも違うから、このメンバーでちゃんとした「Voice」に仕上げたかった[58]」と語っている。また、kenは今回作り直したことにより、「やりたかったことに、このアルバムでより近づいてます[21]」と述べている。なお、この曲の原型はkenがL'Arc〜en〜Cielに入る前から存在しており、ken曰く「学生時代に4tr（4トラックのMTR）で作って当時のバンドでやっていた[60]」という。そして、L'Arc〜en〜Cielでこの曲を演奏するにあたり、hydeが歌メロを変更している[60]。
ちなみにこの曲のドラムフレーズは、peroが演奏していたものからさほど変更されていない[58]。これはsakuraの考えによるもので、sakuraは「ラルクに誘われた時、テープをもらってこの曲をよく聴いてたんですよ。ドラムの叩き方とかフレーズは完成されていたから、あえて変えようと考えずに叩いたらこういう形になりました[58]」とこの曲のドラムプレイについて述べている。
なお、この曲は1998年にメンバーチェンジがあってから、しばらくライヴで演奏されなくなった。ただ、「L'Arc〜en〜Cielのリスタートになった曲」ということもあり、2006年に開催したバンド結成15周年記念ライヴ「15th L'Anniversary Live」、2011年に開催したバンド結成20周年記念ライヴ「20th L'Anniversary LIVE」の初日公演、2017年に開催したバンド結成25周年記念ライヴ「25th L'Anniversary LIVE」の初日公演といったメモリアルなライヴでは、頻繁にセットリストに組み込まれている。ちなみに2006年の結成15周年記念ライヴでこの曲を演奏しているが、これは1996年に開催したライヴ「Kiss me deadly heavenly '96 REVENGE」以来約10年ぶりのことだった。
余談だが、この曲は本作の5曲目に収録された「Floods of tears」と同様に、”L'Arc〜en〜Cielに在籍したドラマー全員が演奏し、それぞれのプレイが公式に音源化されている楽曲”となっている。前述のオムニバスアルバムに収録されたバージョンは初代ドラマーであるperoが演奏しており、本作に収録されたリアレンジ・リテイクバージョンは2代目ドラマーであるsakuraが演奏している。さらに、ライヴ「15th L'Anniversary Live」と「20th L'Anniversary LIVE」の音源を収めたボックスセット『L'Aive Blu-ray BOX -Limited Edition-』には、3代目ドラマーのyukihiroが演奏した音源が収録されている。
3. 「Taste of love」
ベースソロから始まり、曲前半のベースを効かせたアレンジが印象的な妖艶な楽曲[63]。この曲の原型は、作曲者のkenがL'Arc〜en〜Cielへ加入する前に作っており、ken曰く、今回のアルバムレコーディングで初めてバンドに提示したという[58]。そのためこの曲は、本作制作前に開催したライヴでは演奏されたことのない、いわば"新曲"となっている[21]。
この曲の制作イメージについて、kenは「最初のベース・ラインが出て、どんな曲が始まるのかわからないまま、ギターや歌が入るような曲を作りたかったんですよ。テーマの部分で他の曲よりも独特のノリを出そうと[58]」と述べている。また、この曲におけるベースプレイについて、tetsuyaは「このベース・ラインはイントロからAメロは無機質な感じで、Bメロでちょっと変わってサビで感情を込めてみた[58]」と述懐している。なお、kenは本作発売当時に受けたインタビューの中で、この曲の仕上がりについて「前の2曲とはちょっと違う雰囲気で、今までにはない部分が出ていると思います[21]」と述べている。
歌詞のイメージについて、作詞者のhydeは「録る時にメロディを変えたりして、ちょっと苦労したけど、この曲はボクなりのラヴ・ソング[58]」と述べている。また、この曲では＜悲しみより深くすべての命より強く 愛してる＞というフレーズが登場するが、hydeはこの曲で初めて歌詞に＜愛＞というワードを使用している[58]。このフレーズについて、hydeは「"愛してる"っていう言葉を使いたかった。"愛"は今まで避けていた言葉で、今回初めて使った言葉じゃないかな[58]」と述べている。
ちなみにこの曲は、本作発売以降に開催したライヴで頻繁に演奏されていたが、1998年にメンバーチェンジがあってから、ライヴで演奏されなくなっていった。ただ、2024年に開催されたライヴツアー「ARENA TOUR 2024 UNDERGROUND」で、1996年に開催したライヴツアー「BIG CITY NIGHTS ROUND AROUND '96」以来約28年ぶりに演奏されている。
4. 「Entichers」
キャバレー・ミュージック的な憂いがありつつも[64]、歌謡的でなく欧州的な香りを内包した楽曲[64]。L'Arc〜en〜Cielが音源化した楽曲としては、この曲がhydeに作曲クレジットが付いた初の楽曲となっている。この曲の原型は、作曲者のhyde曰く「結構前からある曲[21]」で、本作発売前に開催したライヴでも演奏されたことがある[58]。なお、この曲の原曲は「イリーゼ」というタイトルだった。
本作にこの曲を収録するにあたり、作詞・作曲を手掛けたhydeの意向もあり、ライヴで演奏していたバージョンから大幅にアレンジが変更されている[58]。リアレンジした経緯について、hydeは本作発売当時のインタビューで「今までライヴでやってたけど、どうもボクが思ってるのと違う形だった[58]」と述べている。また、hydeは作り直した今回のアレンジの方向性について「今回レコーディングするときの大前提として、今ふうの音にしたくなかった。今までのは表面的な攻撃性のある曲だったけど、内面的な攻撃性のある曲にしたら、静かだけど刺さるような曲になったと思う[58]」「ソフトになりつつ、精神状態は前と同じくハード[21]」と語っている。
kenはこの曲のギター録りにおいて、エレキギターの他、ガット・ギターとアコースティック・ギターを弾いている[58]。レコーディングを振り返り、kenは「ガット・ギターと生ギターを使ってます。hyde指揮のもと、何パターンかギターを弾いて、その中からイメージに近いものを入れていった[58]」と述懐している。また、この曲では金属を叩くような音など、様々な音色が取り入れられている。この曲のドラム録りについて、sakuraは「中間部のドラムは地鳴りのようなリバーブとディストーション、とちゅうでフランジャーもかけて、音色的にいろいろやってみた[58]」と述べている。
そしてtetsuyaは、この曲のベースプレイでスライド奏法を乱発している。tetsuyaは本作発売当時のインタビューで、この曲のベース録りを振り返り「スライドが多くて、指が死にました（笑）。ベースの音は「Taste of love」がいちばんトガってて、この曲がいちばん丸いですね[58]」と述懐している。
この曲のタイトルである「enticher」は、フランス語で「夢中になる」や「迷い込む」といった意味を持っているが、動詞の原形の「enticher」に「s」がついていること、さらにhydeが曲中でその付加された「s」を発音しているように聴こえることを踏まえると、正しいフランス語とは言い切れない。なお、hydeはタイトルの意味について、本作発売当時のインタビューで「意味はナイショ[58]」と述べている。余談だが、歌詞で歌われている＜Entichers＞というワードは、この曲の原曲である「イリーゼ」では＜イリーゼ＞となっていた。
ちなみにこの曲は、2018年10月26日から同年10月28日に、hydeがソロ名義主宰で開催したライヴイベント「HALLOWEEN PARTY 2018」においてセルフカバーされている[65][66]。なお、このカバーにはhydeの他に、sakuraも参加している[65][66]。
5. 「Floods of tears」
1992年11月にインディーズシングルの表題曲として発表された楽曲のリアレンジ・リテイクバージョン。
美しく絶妙なアルペジオと切ないメロディラインが印象的な楽曲。この曲の原曲は、Night Gallery Recordsとの契約下で作品制作をしたものの、出来栄えに不満がありお蔵入りとした"幻のアルバム"に収録されるはずだった音源であった。レーベルを変え、改めてアレンジを施し、本作に再収録することにした理由について、kenは「以前、シングルで発表してるけど、今回もハズせなかった。シングルの時にはできなかった、もっと大きい広がりと一体感を見せたかった[58]」と述べている。
上記インディーズシングルのドラムテイクが結成メンバーのperoによるものだったことに加え、上記のようなメンバーの想いもあり、今回のアルバムレコーディングで再度アレンジ、レコーディングされている。作曲者のtetsuyaは、今回のアレンジについて「シングルでは最初に入ってるオルゴールの音が曲の最後にいってるけど、これがボクが考えてたホントの形なんですよ。シングルより、さらに感情こめつつって感じ[58]」と述べている。また、hydeは「シングルで発表した時よりも、ノビノビ歌えてると思う[58]」と語っている。
なお、sakuraはこの曲のドラム録りには苦労したという。sakuraはこの曲について「この曲、ムズカしいんですよ。今まで自分の中でなかったものだから、どうやって叩いていいのかわからなかった。とりあえず、1音1音ていねいに…。でも、サビの部分は音符の洪水って言われた（笑）[58]」と述懐している。
さらに作曲者のtetsuyaは、後年にこの曲の制作を振り返り「この曲はギターのアルペジオをすごい頑張って考えてたな。ベースラインなんて覚えてないですけど（笑）、ギターのフレーズばっかり。Aメロとかのアルペジオとかは我ながらすごい良いのが出来たなと今でも思っています[7]」と述懐している。ちなみにkenは、2018年に自身のSNSアカウントで、リスナーから「tetsuyaが作ったL'Arc〜en〜Cielの楽曲の中で好きな曲はなにか」と聞かれた際に、この曲をあげている[67]。
歌詞は、hydeが雨が降っている情景を思い描きながら綴っている[21]。そのため、歌詞には＜瓦礫の中たたずむ者は 誰もが黙って空を見上げている 哀しい色の雲が雨の訪れを伝え やがて私に降りそそぐ＞や、＜信じている気持ちが雨に流されそうで 思い出に身を移す 子供たちは気にも止めず雨を従えて 恐れず明日を夢見ている＞といった、雨の中に佇んでいる情景を想起させるフレーズが登場している。なお、作曲者のtetsuyaは、歌詞がのる前のこの曲に対し「風が吹いてて枯葉が舞っているイメージ」を抱いていたという[21]。
また、この曲は「Dune」「As if in a dream」と同様に、ミュージック・ビデオが制作されている。その映像は、1993年10月21日に発表されたミュージック・クリップ集『TOUCH OF DUNE』に収録されている。
ちなみにこの曲は、1996年から1997年にかけて開催したコンサートツアー「CONCERT TOUR '96〜'97 Carnival of True」の後、長きにわたりライヴで演奏されていなかったが、2011年に開催したバンド結成20周年記念ライヴ「20th L'Anniversary LIVE」の初日公演で約14年ぶりに演奏されている。なお、この20周年ライヴでは、インディーズシングルに収録されたバージョンと同様に、イントロでオルゴールの音が流されている。
余談だが、この曲は本作の2曲目に収録された「Voice」と同様に、”L'Arc〜en〜Cielに在籍したドラマー全員が演奏し、それぞれのプレイが公式に音源化されている楽曲”となっている。インデーズシングルに収録されたバージョンは初代ドラマーであるperoが演奏しており、本作に収録されたリアレンジ・リテイクバージョンは2代目ドラマーであるsakuraが演奏している。さらに、前述の結成20周年記念ライヴの音源を収めたボックスセット『L'Aive Blu-ray BOX -Limited Edition-』には、3代目ドラマーのyukihiroが演奏した音源が収録されている。
6. 「Dune」
ニューウェイヴを彷彿させるかのようなダークで攻撃的な音創りの中、緩急のあるメロディ・ラインが印象的な楽曲[64]。この曲は、バンドを結成した1991年に生まれており[30]、本作発売前に開催したライヴで頻繁に演奏されていた楽曲となっている。
作曲を担当したtetsuyaは、この曲の制作を振り返り「ボクの中では2曲あったものを1曲にした[58]」と本作発売当時に述べている。sakuraは、この曲のドラム録りを振り返り「これも（「Floods of tears」と同様に）オレの中になかったもので、どうすればいいのかと思って歌詞を見たら、オレの解釈では、神が見下ろしてるという感じだった。それで見下ろしたイメージと見下ろされた自分の気持ちを交換させながら、表情を出していった[58]」と語っている。また、hydeはボーカル録りを振り返り「（『DUNE』の）全体の中でいちばん、楽しく歌うのをこころがけた曲。というか表面は楽しく、その裏では哀しいんだよっていうのを出したかった[58]」と述懐している。
なお、この曲のタイトルは大文字・小文字の違いはあるものの、アルバムタイトルと同一のワードが使われている。L'Arc〜en〜Cielがアルバムタイトルと同一の言葉をひとつの楽曲に付けるのは、現在に至るまでこれが唯一のことである。ただ、hydeは本作発売当時のインタビューで「曲名はアルバム・タイトルと一緒ですが、全然違うものだと考えています[21]」と述べている。
歌詞のイメージについて、hydeは「詞の意味がカン違いされそうなんですけど、例えば"砂の街"という部分を身近にある街に置き換えてもらえれば分かるんじゃないかと。俺は身の回りのことしか歌わないから、ありえないような話は全部"例え話"だと思ってもらえればいいですね[21]」と語っている。
また、この曲は「Floods of tears」「As if in a dream」と同様に、ミュージック・ビデオが制作されている。その映像は、1993年10月21日に発表されたミュージック・クリップ集『TOUCH OF DUNE』に収録されている。
ちなみにこの曲は、本作発売前、そして発売後も活動初期のL'Arc〜en〜Cielにおいてスタンダードソングとして頻繁にライヴで演奏されている。この曲のライヴでの立ち位置について、hydeは1996年に発表されたインタビュー本にて「特効代わりにいい曲だと思う。ただ自分たちが音楽作ってて、前よりもいいものを作ろうっていう意志があるから、そういう昔の、初期の曲に頼るっていうのは…また、それにこだわるのはどうかな？っていう気はするけどね。まぁ悔しいけど今のところライヴには欠かせない感じですよね[30]」と述べている。また、この曲を頻繁に披露していた1990年代前半の頃は、音源に入っている＜With Dune＞という掛け声を、hydeと観客が叫んでから演奏を始めることが多かった。
なお、この曲は1998年にメンバーチェンジがあってから、しばらくライヴで演奏されなくなった。ただ、2006年に開催したバンド結成15周年記念ライヴ「15th L'Anniversary Live」、2011年に開催したバンド結成20周年記念ライヴ「20th L'Anniversary LIVE」の初日公演、2021年に開催したバンド結成30周年の幕開けを告げるライヴ「30th L'Anniversary Starting Live "L'APPY BIRTHDAY!"」といったメモリアルな公演では、頻繁にセットリストに組み込まれている。
余談だが、この曲はL'Arc〜en〜Cielの公式作品に収録された楽曲の中で、「I'm in Pain」と同様に、”L'Arc〜en〜Cielに在籍したことがあるメンバー7人全員が演奏したことのある数少ない楽曲のひとつ”となっている。ただ、インディーズ時代にhiroとperoがこの曲を演奏しているテイクは商品化されていない。ちなみにtetsuyaは、2015年7月23日に自身がソロ名義で開催したライヴ「CÉLUXE NIGHT」において、hiro、peroとステージ上で約23年ぶりに共演し[68]、この曲と「I'm in Pain」のセッションを披露している[68]。なお、このソロライヴの模様も現在まで映像化されていない。
また、この曲は、tetsuyaのソロ名義のライヴで長年サポートギタリストを務める、中村佳嗣（Eins:Vier）の50歳を祝し、2019年11月19日に行われたバースデーライヴイベント「中村佳嗣生誕五十年記念祭」において、清春（黒夢、SADS）、中村佳嗣、tetsuya、sakuraの4人でセッションされている[69]。なお、このセッションでは、tetsuyaのソロ楽曲「蜃気楼」と黒夢の楽曲「BEAMS」「十字架との戯れ」も披露されている[69]。ちなみにこのセッションに参加した清春は、L'Arc〜en〜Ciel結成当初からメンバー（hyde、ken、tetsuya、pero、sakura）と交流があり、インディーズの頃はL'Arc〜en〜Cielとよく対バンを行っていた[70]。なお、tetsuyaは2022年に自身がパーソナリティを務めるラジオ番組で、活動初期の頃を振り返り「我々の一番のライバルは黒夢[70]」と述べている。
さらに、2008年にはパートチェンジバンド、P'UNK〜EN〜CIELとして、kenのディレクションのもとリアレンジしたうえで、この曲をセルフカバーしている。このセルフカバーは、34thシングル「DRINK IT DOWN」に「Dune 2008」として収録されている。このセルフカバーでは、ヘヴィメタル・バンド、アイアン・メイデン風のアレンジが施されている[71]。アイアン・メイデンを意識したアレンジにすることを前提としていたことから、カバーする曲を選ぶにあたりkenは「アイアン・メイデンをやるにはギターにハモリがないとダメだよなと思って、そうなると「Blurry Eyes」か「Dune」かな[71]」と考えていたという。kenが意図したように、このカバーではツインギターのハーモニーが特徴的なアレンジが施されている。
7. 「Be destined」
鋭いスネアに加え、エッジの立ったギターのカッティングと攻撃的なベースワークによる緊迫感のあるサウンドが印象的な楽曲[72]。この曲の原型は、作曲者のkenがL'Arc〜en〜Cielへ加入する前に作っており、tetsuya曰く、「（本作発売の）3年前くらいにボクとkenがいっしょにやってた頃にkenが作った[32]」という。そして今回、アルバムレコーディングをするにあたり、tetsuyaが「この曲をやろう」と提案したことをきっかけに[32]、本作に収録されることになった。そのためこの曲は、本作制作前に開催したライヴでは演奏されたことのない、いわば"新曲"となっている[21]。
この曲の制作イメージについて、作曲者のkenは「シラけているというか、さめているところを表現したかった曲ですね[21]」と語っている。また、kenは「この曲は、ベースが重要なんだけど、tetsuと離れてからは、こういうベースを弾ける人がいなかった。やったとしてもしっくりこなくて、ずっとやってなかったんです[32]」と述べている。
hydeは本作発売当時のインタビューの中で、この曲のアレンジ作業について「kenが入ってから、1回だけ合わせたことがあって、その時にメロディはできてたんです。でも、その時にやるような雰囲気じゃなくて、放っておかれていた。で、今回、当時作ったメロディが気に入っていたんで、それを使おうと（思った）[32]」と述べている。なお、sakuraはこの曲のドラム録りでは、タイトさを意識したという[32]。
歌詞は、『旧約聖書』で描かれた理想郷、エデンの園に実っている知恵の実が題材になっているといわれている。また、曲中にはhydeによる台詞の読み上げパートが挿入されている。hydeは本作発売当時のインタビューの中で、作詞作業を振り返り「初めて面白い詞を書こうと思った、実験的な曲です。前半は単に面白がっていて、最後まで微妙なラインで書いた詞です。だから"hydeさんて、マジメにこんなこと考えてるんだな〜"と思われたら、ちょっと…。これはこれで成功したと思ってます[21]」と述べている。
余談だが、kenとtetsuyaがL'Arc〜en〜Cielの前にバンドを組んでいたころに作っていた楽曲は、この曲の他にもいくつかL'Arc〜en〜Cielとして発表されている。例えば、1993年5月にオムニバスアルバム『The Monster Of Shock Age』に提供され、本作の復刻盤『DUNE 10th Anniversary Edition』にも収録された「予感」（作曲: ken）[73]や、1994年に発表された「Blurry Eyes」（作曲:tetsuya）[73]もその頃に原型ができている[73]。また、1999年に発表されたアルバム『ark』に収録された「Butterfly's Sleep」のサビにも、その頃に制作していたメロディの一部が充てられている[74]。なお、いずれの曲もL'Arc〜en〜Cielとして発表するにあたり、元の曲から歌詞やメロディあるいはアレンジが変更されている。
8. 「追憶の情景」
軽快かつ豪快なアコースティック・ギターのサウンドに加え、展開の多さによるドラマティックさが印象的な楽曲[75]。この曲の原曲は、結成メンバーのhiroが作曲を手掛けた楽曲「Call to mind」であり、本作発売前に開催したライヴでも演奏されていたことがある。そして今回アルバムに収録するにあたり、楽曲を構築し直したうえでタイトルも変更されている。なお、作曲者の名義も"L'Arc〜en〜Ciel"に変更されている。この曲の制作を振り返り、hydeは「1曲目（「Shutting from the sky」）と同じように、アレンジでコロコロ変わった曲ですね。詞も、ライヴの時とはサビがちょっと変わってます。内面的なハードさを持った曲ですね[21]」と述べている。
kenはこの曲のギター録りにおいて、アコギとエレキギターの他、ガット・ギターを弾いている[32]。kenは本作発売当時のインタビューの中で、レコーディングを振り返り「これも（「Entichers」と同様に）ガット・ギターと生ギターがポイントですね。あとsakuraに"ここで、ちょっとギター・ソロ弾いてみたら？"って言われて弾いてみた部分があるんだけど、"マジに弾いてる時よりも、ぜんぜんこっちのほうがいいよ"って言われてショックを受けました（笑）。この先どうすりゃいいのかなって思ったソロが入ってる（笑）[32]」と述懐している。
また、tetsuyaはこの曲のベース録りでは「透明感を出したかった[32]」と語っている。さらにhydeは、この曲のボーカル録りについて「けっこう、どの曲も自分でOK出せなくて、この曲もそうだったけど、他の曲よりも夢の中で歌ってるみたいな感じで気持ちよく歌えた[32]」と述懐している。
余談だが、2023年に本作をリマスタリングしたアルバム『DUNE (Remastered 2023)』が発売されているが、kenはリリースに伴うプロモーションの一環で出演したラジオ番組にて[76][77]、リスナーから「"『DUNE』でこの曲を聴いてくれ！"という楽曲はありますか？」という質問を受け、この曲をピックアップしている[76][77]。このラジオ番組でkenは、約30年越しでこの曲の制作を振り返りながら、「あの曲のアコギで"ジャーンジャーンジャカジャジャーン"って弾いているところがあるんですよ。録音するときに、大きな音だったら（音のバランスを考えて）ちょっと調整とかをしなきゃいけないけど、当時は（レコーディング経験がなかったから）そんなことも知らないじゃん。だから、思いっきり弾いてやったんだよね。だから"ジャカジャーン"のところが、ちょっといきすぎている感じがする。だけど、その音は気持ちがフルパワーで入っているから。賢くなってくるとさ、「（音の）レベルが……」とか「こんな感じで録ると、いい音になるよね〜」なんて思っちゃうじゃない？（経験値が増えていくと）そういう音がだんだん録れなくなってくるけど、（当時は）がむしゃらに弾いていたからね[76][77]」と述べている。
9. 「As if in a dream」
浮遊するようなギターとはかなげなボーカルが印象的な[72]、バンドサウンドで様々な展開を魅せる楽曲。この曲の原型は、作曲者のken曰く、1992年の夏頃にできたという[32]。そして原型ができた後に、当時のメンバーでイントロだけをセッションしている[32]。その後sakuraが加入し、本作のレコーディングを行うにあたり、まず始めにこの曲のセッションが行われている[32]。そのためこの曲は、本作制作前に開催したライヴでは演奏されたことのない、いわば"新曲"となっている。また、本作に収録された「Voice」「Taste of love」「Be destined」「失われた眺め」は、kenが個人的な趣味あるいは、前に組んでいたバンドで作っていた楽曲であったことから、この曲が"L'Arc〜en〜Cielのためにkenが書き下ろした初の楽曲"となった。
この曲のイメージについて、kenは本作発売当時のインタビューで「車に乗りながら聴いてほしいですね。個人的には"新しいもの"を出した曲です[21]」「ソロ・バックのアルペジオと最後のアルペジオが聴きどころですね[32]」と述べている。また、kenはこの曲の着想に関し、2012年に受けた音楽誌のインタビューにおいて「「As if in a dream」っていう曲では高速道路を走ってるときの夜景だったり、そのときの気分を込めながら作曲していた記憶があって[78]」と述懐している。
なお、tetsuyaもこの曲に夜の高速道路のイメージを持っていたようで、tetsuyaは「ボクも夜の高速をイメージして、個人的にはサビとエンディングはクルクル回る感じ…BARBEE BOYSの杏子さんが回るような感じを出しました[32]」と自身のプレイを述懐している。また、hydeは歌録りについて「録る時は夜の高速道路をイメージして歌った。部屋をちょっと暗くして、頭の中で高速道路を走ってるような…。だから、車の中で聴いて気持ちいいのを目ざして歌いました[32]」と述べている。さらにsakuraは、この曲のドラム録りを振り返り「（セッションで）いちばん最初に合わせた曲だけあって、勝手に解釈しちゃって縦横無尽に手数入れさせてもらってます[32]」と述べている。
また、この曲は「Floods of tears」「Dune」と同様に、ミュージック・ビデオが制作されている。その映像は、1993年10月21日に発表されたミュージック・クリップ集『TOUCH OF DUNE』に収録されている。
ちなみにこの曲は、本作発売以降に開催したライヴで頻繁に演奏されていたが、1998年にメンバーチェンジがあってから、ライヴで演奏されなくなっていった。ただ、2011年に開催されたバンド結成20周年記念ライヴ「20th L'Anniversary LIVE」の初日公演と、同年開催のライヴツアー「20th L'Anniversary TOUR」で、1995年に開催したライヴツアー「TOUR heavenly '95」および「TOUR heavenly '95 final」以来約16年ぶりに演奏されている。
余談だが、2002年にhydeは、ラジオDJのやまだひさしを交えて、L'Arc〜en〜Cielとメジャーデビューがたまたま同じ年だったGLAYのTAKUROと食事したという[79]。やまだひさしによると、そこでTAKUROがこの曲について「自分が目指していた世界だと感激した[79]」と話していたと、同年に放送されたラジオ番組で明かしている[79]。そしてhydeはその言葉に対し、「これを超える曲は未だに作れていないんだ[79]」と返していたという。また、TAKUROは2004年にラジオ番組『やまだひさしのラジアンリミテッドDX』で行われた「リーダー対談」という企画において、tetsuyaと対談している。そしてこの番組でTAKUROは、「L'Arc〜en〜Cielの楽曲で好きな曲」として「As if in a dream」に加え、「予感」と「winter fall」をあげていた[80]。
10. 「失われた眺め」
1993年4月27日に発表された本作の通常盤にのみ収録されたボーナストラック。
シンプルかつ控えめなピアノにのせて、淡々と恋の回想が歌われたような楽曲[81]。この曲は、ボーナストラックという位置付けとなっており、作曲を手掛けたkenはこの曲について「個人的には、この1曲で全然違ったL'Arc〜en〜Cielが見えてくると思うんで…そういう意味でも"ボーナス・トラック"だと思いますね[21]」と述べている。また、hydeは「一応9曲（「As if in a dream」）で完結はするけど、更に大きな終幕がドーンと来る感じで。映画で言うなら、ハッピー・エンドだと思っていたのに、最後に主人公が死んでしまったり、暗く終わると思っていたらハッピー・エンドだった、とかあるでしょう？そういう"オチ"があると思います[21]」と語っている。tetsuyaはこの曲の印象について「ラストを飾るにはふさわしい曲でしょう[32]」と述べている。
この曲の原型は、ken曰く「アルバムに入れるつもりで作ってたんじゃなくて、まったく個人的な趣味[32]」で作ったという。そのためこの曲は、本作制作前に開催したライヴでは演奏されたことのない、いわば"新曲"となっている。また、この曲は当初、kenがアコースティック・ギターを弾くつもりで制作していたが、「アルバムには9曲にギターが入ってるから、メリハリつけたい[32]」というkenの考えにより、ギターを一切省き、ピアノ主体のアレンジが施されることになった。なお、この曲のピアノは、GRAND SLAMやBODYの楽曲制作にも携わっていたキーボーディストの清水賢治が弾いている。
この曲の制作を振り返り、kenは本作発売当時のインタビューで「最初はギターでイメージして作った曲なんですけど、アコースティック・ギターやガット・ギターを使ってやりたいことは8曲目（「追憶の情景」）で出せてしまったんで。キーボード奏者の人にお願いして、ギターで表現出来ない部分をピアノでやってみよう、と。頭の中にあったことが、今、初めて実現されましたね[21]」と述べている。
なお、この曲にはギターとベースが入っていないが、sakuraのドラムは入っている。sakuraは、この曲のレコーディングを振り返り「ドラムは最初、いろんな案があったんですけど、最終的には後半のカミナリを連想させるようなドラムだけになりましたね[32]」と述懐している。また、この曲のボーカルワークについて、hydeは「ほとんどささやきみたいな歌い方で歌ってます。何テイクか録音した中で、テクニック的に劣るかもしれないんだけど、歌ってて涙が出そうになって、こらえながら歌ったのを入れました[32]」と述べている。
歌詞は、失ってしまった想い人に対する感情が心を巡っている様を綴ったものになっている。なお、この曲の歌詞は、作詞を担当したhyde曰く、次作『Tierra』に収録された「瞳に映るもの」に繋がっているという[82]。そのため、この曲と「瞳に映るもの」の2曲で、＜広場＞、＜鳥＞、＜枯れ葉＞といった共通したワードが登場している。ちなみに時間軸は、制作・発表した順の逆で、「瞳に映るもの」→「失われた眺め」という流れになっており[82]、この曲は物語の結末の情景を表している。
11. 「Floods of tears (single version)」
2004年4月21日に発表された本作の復刻盤『DUNE 10th Anniversary Edition』に収録されたボーナストラックのひとつ。
1992年11月にインディーズシングルの表題曲として発表された楽曲。
この曲は、インディーズシングル「Floods of tears／夜想花」のテイクをそのまま収録したものとなっている。そのためこのテイクは、hyde（Vo.）、ken（Gt.）、tetsuya（Ba.）、pero（Dr.）の4人構成の頃のL'Arc〜en〜Cielがレコーディングした音源となっている。なお、この曲のレコーディングにおいてkenは、クレジットに表記されていないが、ギターの他にキーボードも担当している[83]。
ちなみにこの曲では、本作の5曲目に収録されたリアレンジ・リテイクバージョンと異なり、オルゴールの音がアウトロではなくイントロで流されている。ちなみにこの曲は、2011年に開催したバンド結成20周年記念ライヴ「20th L'Anniversary LIVE」の初日公演で約14年ぶりに演奏されているが、その際はこのシングルバージョンと同様に、イントロでオルゴールの音が鳴っている。
12. 「夜想花」
2004年4月21日に発表された本作の復刻盤『DUNE 10th Anniversary Edition』に収録されたボーナストラックのひとつ。
1992年11月にインディーズシングルの表題曲として発表された楽曲。
心地よいアルペジオのループとサウンドエフェクト的なギターアプローチが印象的な、音数の少ないダークなナンバー。
この曲は、インディーズシングル「Floods of tears／夜想花」のテイクをそのまま収録したものとなっている。そのためこのテイクは、hyde（Vo.）、ken（Gt.）、tetsuya（Ba.）、pero（Dr.）の4人構成の頃のL'Arc〜en〜Cielがレコーディングした音源となっている。なお、この曲のレコーディングにおいてkenは、クレジットに表記されていないが、ギターの他にキーボードも担当している[83]。
作曲者のken曰く、この曲はL'Arc〜en〜Cielに加入する前に趣味の一環で制作していた楽曲で、hydeが歌メロをつけたことにより音源化されることとなったという。この曲のギター録りでは、アルペジオのループの他、サウンドエフェクトのような音色を終始弾いている[84]。このサウンドエフェクト的な音は、ボトル・ネック奏法にディレイをかけてプレイすることで鳴らしている[84]。余談だが、ken曰く、1995年に発表した3rdアルバム『heavenly』に収録された楽曲「静かの海で」のイントロ部分のギターは、この曲と似たアプローチでサウンドメイクをしたという[84]。
また、この曲は1993年に開催したライヴツアー「Close by DUNE」などで披露されている。このライヴツアーでは、曲の後半で激しいバンドサウンドが展開されるアレンジバージョンで演奏されていた。
13. 「予感」
2004年4月21日に発表された本作の復刻盤『DUNE 10th Anniversary Edition』に収録されたボーナストラックのひとつ。
音楽雑誌『SHOXX』の1993年9月号に付属していたオムニバスアルバム『The Monster Of Shock Age』への提供曲。
ギターリフを軸に、躍動感のあるベースラインと、タイトながらに存在感を主張するリズムが絡み合ったロック・ナンバー[75]。この曲の原型は、本作の7曲目に収録された「Be destined」と同様に、作曲者のkenが、tetsuyaとL'Arc〜en〜Cielの前にバンドを組んでいたころに作っていたものである[73]。なお、この曲のレコーディングは、上記オムニバスアルバムに提供するため、アルバム『DUNE』発売から約1ヶ月後の1993年5月頃に行われていたという。
ちなみに、この曲のブックレットに記載されていないコーラス部分の歌詞は＜Please look fixedly at me again＞で、これはkenが英訳しているという。なお、このコーラス部分は、活動初期のライヴではtetsuyaとsakuraが担当していた。
この曲はオムニバスアルバムに提供されて以降、長らくL'Arc〜en〜Ciel名義の作品に収められることはなかったが、2004年にメジャーデビューから10年を記念して復刻盤をリリースするにあたり漸く収録されることとなった。tetsuyaは2004年に受けた音楽雑誌のインタビューで、この曲を復刻盤に入れた理由について「結構前から、単純に「予感」がもったいないなあって思ってて、「予感」を足したカタチで再発したいなっていう気持ちがあったんですよ。それこそ10年くらい前から[47]」と述べている。
ちなみにこの曲は、1998年にメンバーチェンジがあってから、しばらくライヴで演奏されなくなった。ただ、復刻盤『DUNE 10th Anniversary Edition』を発売した2004年に開催したライヴツアー「SMILE TOUR 2004」で久々にこの曲が演奏された。その後、この曲はまた演奏されることがなくなったが、2022年に開催したバンド結成30周年記念ライヴ「30th L'Anniversary LIVE」にて、前述のツアー以来約18年ぶりに披露された。

## クレジット
フィジカルアルバムに付属するブックレットより転載。日本語表記が確認出来ない部分に関しては原文ママとする。

DUNE
- hyde：Vocal
- ken：Guitar
- tetsu：Bass
- sakura：Drums

| - [Additional Musicians] - 清水賢治：Keyboard - 高橋"RANDY"和仁：Insrumental Equipent - KAZUHIRO FUKUHARA：Technicians - SHOICHI MOGI：Technicians - TOSHIMASA FUJISHIMA：Technicians - [Produce & Mastering] - L'Arc〜en〜Ciel：All Songs Arranged - 大石征裕（DANGER CRUE）：Producer, Engineer - KENICHIRO UEDA（SAM CORPORATION）：2nd Engineer - KOICHI KAWAMOTO（SAM CORPORATION）：Ass. Engineer - SATORU ARAI（SAM CORPORATION）：Ass. Engineer - SAM STUDIO：Recorded at - ONKIO HAUS：Mastering Studio - 中里正男（ONKIO HAUS）：Mastering Engineer | - [Artwork etc] - カッツ三宅＋STRANGE PARADISE：Art Direction & Art Work - HARUMI KOMATSU（Miyake Design Office）：Design - CHANG-KEY（M'sQ?'s）：Styling & Art Works - YOHSUKE KOMATSU：Pix - DAGER CRUE INC.：Management - CHIKASHI MONMA（DANGER CRUE）：A&R - 大石征裕：Executive Producer |

DUNE 10th Anniversary Edition
- hyde：Vocal
- ken：Guitar
- tetsu：Bass
- sakura：Drums（#1～#10,#13）
- pero：Drums（#11,#12）

| - [Additional Musicians] - 清水賢治：Keyboard（except #11,#12） - 高橋"RANDY"和仁：Insrumental Equipent - KAZUHIRO FUKUHARA：Technicians - SHOICHI MOGI：Technicians - TOSHIMASA FUJISHIMA：Technicians - [Produce & Mastering] - L'Arc〜en〜Ciel：All Songs Arranged - 大石征裕（DANGER CRUE）：Producer, Engineer（except #11,#12） - Mr.KIMURA：Engineer（#11,#12） - KENICHIRO UEDA（SAM CORPORATION）：2nd Engineer - KOICHI KAWAMOTO（SAM CORPORATION）：Ass. Engineer - SATORU ARAI（SAM CORPORATION）：Ass. Engineer - SAM STUDIO：Recorded at（except #11,#12,#13） - STUDIO ICC：Recorded at（#13） - STUDIO WINDS：Recorded at（#11,#12） - 田中三一：Re-Masterd | - [Artwork etc] - NAMAIKI：Cover Design - T.O.MAMMOTH graphics：Booklet Design - JOHAN PRAG：Synthetic Landscaping - YOHSUKE KOMATSU：Pix - MAVERICK D.C.,Inc.：Management - 大石征裕（DANGER CRUE）：Executive Producer |

DUNE (Remastered 2023)
- hyde：Vocal
- ken：Guitar
- tetsu：Bass
- sakura：Drums（#1～#10,#13）
- pero：Drums（#11,#12）

| - [Additional Musicians] - 清水賢治：Keyboard（ex.#11,#12） - 高橋"RANDY"和仁：Musical Insrumental Equipent（ex.#11,#12） - Kazuhiro Fukuhara：Backline Technicians（ex.#11,#12） - Shoichi Mogi：Backline Technicians（ex.#11,#12） - Toshimasa Fujishima：Backline Technicians（ex.#11,#12） - [Produce & Mastering] - L'Arc〜en〜Ciel：All Songs Arranged - 大石征裕（MAVERICK DC GROUP）：Producer, Engineer（ex.#11,#12） - Mr.Kimura：Engineer（#11,#12） - Kenichiro Ueda（SAM CORPORATION）：2nd Engineer（ex.#11,#12） - Koichi Kawamoto（SAM CORPORATION）：Ass. Engineer（ex.#11,#12） - Satoru Arai（SAM CORPORATION）：Ass. Engineer（ex.#11,#12） - SAM STUDIO：Recorded at（except #11,#12,#13） - STUDIO ICC：Recorded at（#13） - STUDIO WINDS：Recorded at（#11,#12） - ランディ・メリル（STERLING SOUND）：Remasterd | - [Artwork etc] - スペシャルジャケット限定盤&アナログ盤 - カッツ三宅＋STRANGE PARADISE：Art Direction & Art Work - Harumi Komatsu（Miyake Design Office）：Design - Chang-key（M'sQ?'s）：Styling & Art Works - Yohsuke Komatsu：Photographer - MAVERICK D.C.,Inc.：Management - 大石征裕（MAVERICK DC GROUP）：Executive Producer - 通常盤 - NAMAIKI：Art Direction & Design - Johan Prag：Synthetic Landscaping - YOHSUKE KOMATSU：Photographer - MAVERICK D.C.,Inc.：Management - 大石征裕（MAVERICK DC GROUP）：Executive Producer |

## 収録ベストアルバム
- 『TWENITY 1991-1996』 (#2、#5、#9)